# Sủi dìn
Sủi dìn (tiếng Trung: 湯圓; bính âm: tāngyuán; Việt bính: tong1jyun4) hay còn gọi là Chè thang viên, bánh trôi tàu - là món bánh trôi có nguồn gốc từ Trung Quốc. Sủi dìn làm bằng bột gạo nếp, nhân đậu xanh hay vừng đen. Bên ngoài lăn vừng đen & nấu trong nước gừng nóng, rắc thêm một vài sợi dừa nạo.
Sủi dìn của người Hoa có rất nhiều loại nhân, ngon nhất là nhân vừng đen, hạt sen nấu với táo tàu khô.
Món ăn này hợp với khí hậu lạnh của mùa đông, thường được bán kèm với chí mà phù và lục tàu xá.
Món ăn này được du nhập vào Việt Nam qua các tỉnh phía bắc theo chân người Hoa. Được thay đổi để phù hợp với ẩm thực của từng vùng miền.

## Thành phần nguyên liệu

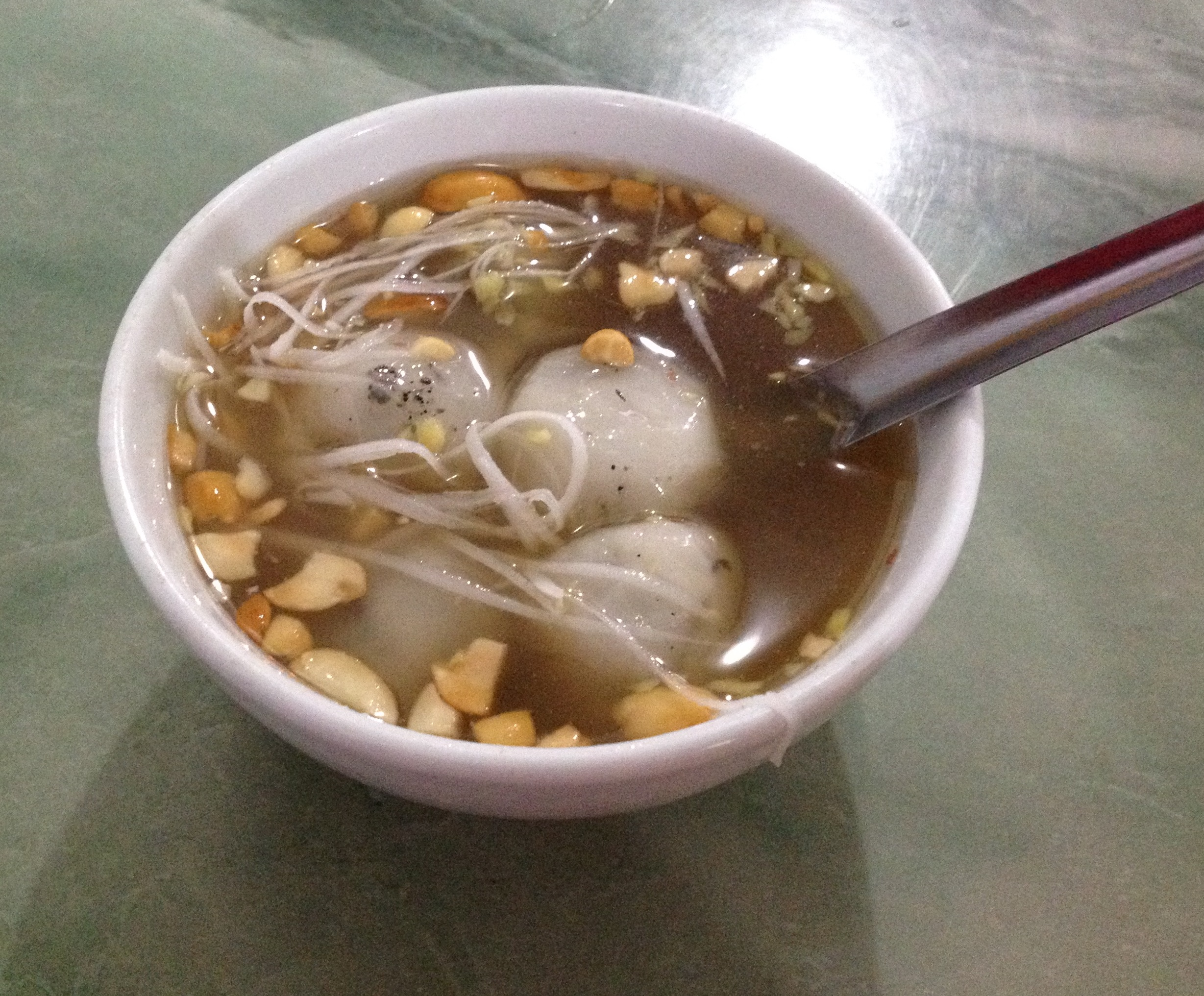
Một bát sủi dìn

## Biến tấu

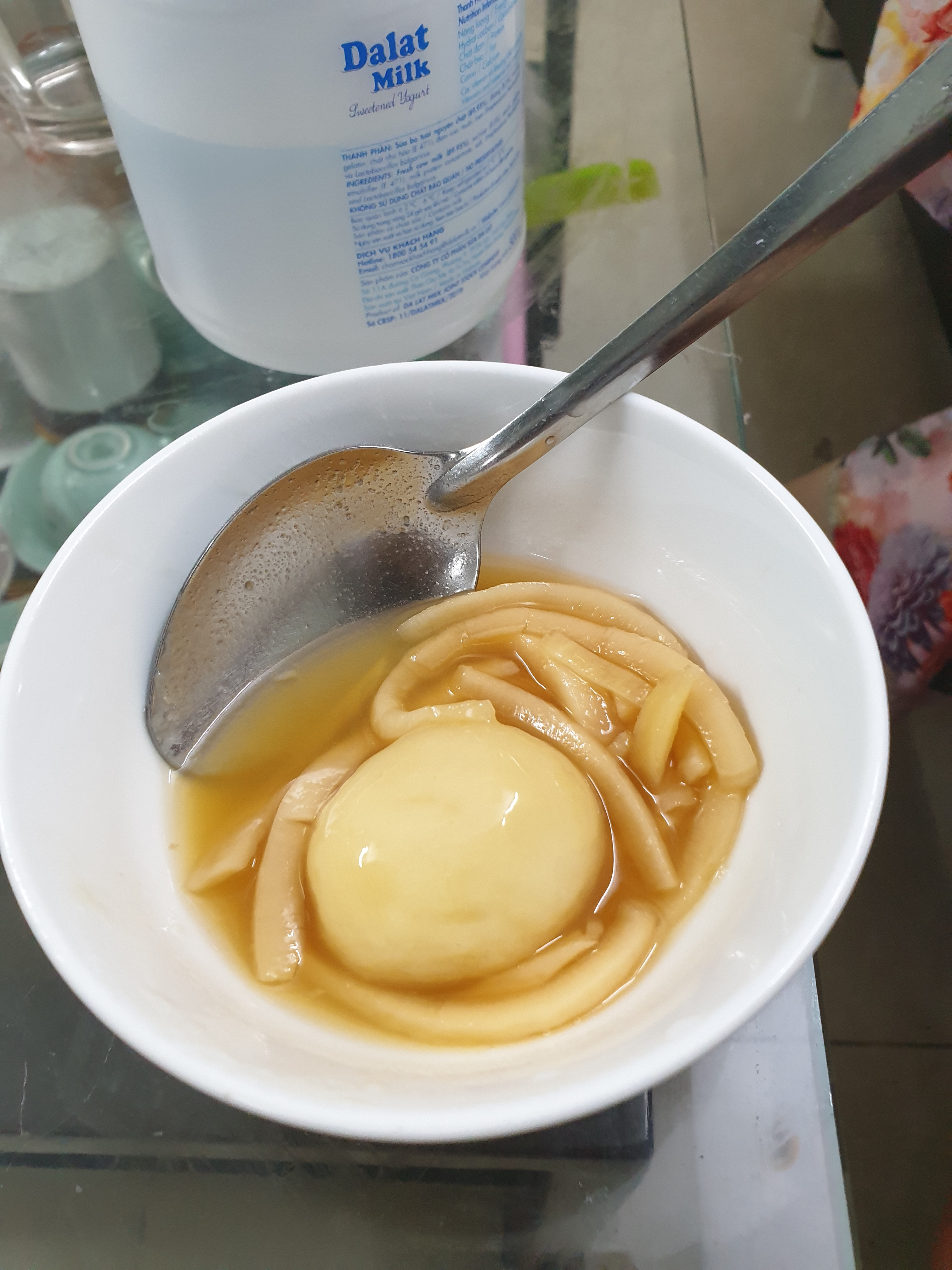
Một bát sủi dìn có gừng bán ở chợ Bình Long, tỉnh Bình Phước